# Jefferson Santos
Jefferson de Carvalho Santos (né le 30 août 1995) est un athlète brésilien, spécialiste du décathlon. 

## Biographie
En 2017 il devient champion d'Amérique du Sud de décathlon. Il réalise un record personnel de 8 187 pts, performance non homologuée en raison d'un vent trop fort. 

### Palmarès
| Date | Compétition                    | Lieu  | Résultat | Épreuve   | Performance |
| ---- | ------------------------------ | ----- | -------- | --------- | ----------- |
| 2017 | Championnats d'Amérique du Sud | Luque | 1er      | Décathlon | 8 187 pts   |

### Records
| Épreuve           | Performance   | Lieu                  | Date          |
| ----------------- | ------------- | --------------------- | ------------- |
| 100 m             | 11 s 03       | São Bernardo do Campo | 21 avril 2016 |
| Saut en longueur  | 7,35 m        | Asuncion              | 23 juin 2017  |
| Lancer du poids   | 14,43 m       | Taipei                | 24 août 2017  |
| Saut en hauteur   | 2,10 m        | Florence              | 28 avril 2017 |
| 400 m             | 49 s 42       | São Bernardo do Campo | 21 avril 2016 |
| 110 m haies       | 14 s 55       | São Bernardo do Campo | 10 juin 2017  |
| Lancer du disque  | 50,41 m       | Asuncion              | 24 juin 2017  |
| Saut à la perche  | 4,80 m        | Asuncion              | 24 juin 2017  |
| Lancer du javelot | 55,10 m       | Asuncion              | 24 juin 2017  |
| 1 500 m           | 4 min 43 s 99 | Asuncion              | 24 juin 2017  |
| Décathlon         | 7 776 pts     | São Bernardo do Campo | 10 juin 2017  |

- Il réalise une performance de 8187 points le 24 juin 2017, à Asunción, mais elle sera invalidée en raison d'un vent moyen trop fort.